# Leichtathletik-Europameisterschaften 2010/Teilnehmer (Griechenland)
Griechenland meldete 33 Sportler, unter ihnen zwanzig Männer und dreizehn Frauen, für die Leichtathletik-Europameisterschaften 2010 vom 27. Juli bis zum 1. August in Barcelona.
| Wettbewerb        | Männer | Frauen                                                          |
| ----------------- | --- | --------------------------------------------------------------- |
| 100 m             | | Georgia Kokloni (7. Platz)                                      |
| 200 m             | Lykourgos-Stefanos Tsakonas (7. Platz) |                                                                 |
| 400 m             | Dimitrios Gravalos (17. Platz) Petros Kyriakidis (23. Platz)                                                                              | Agni Derveni (disqualifiziert)                                  |
| 800 m             | | Eleni Filandra (12. Platz)                                      |
| 10.000 m          | | Konstantina Kefala (nicht gestartet)                            |
| 3000 m Hindernis  | | Irini Kokkinariou (aufgegeben)                                  |
| 110 m Hürden      | Konstandinos Douvalidis (17. Platz) |                                                                 |
| 400 m Hürden      | Periklis Iakovakis (5. Platz) Sotirios Iakovakis (disqualifiziert) Spyridon Papadopoulos (17. Platz)                                      |                                                                 |
| Hochsprung        | Konstandinos Baniotis (8. Platz) | Antonia Stergiou (8. Platz)                                     |
| Stabhochsprung    | Konstandinos Filippidis (21. Platz) | Nikoleta Kyriakopoulou (13. Platz) Afroditi Skafida (17. Platz) |
| Weitsprung        | Savvas Diakonikolas (29. Platz) Michail Mertzanidis-Despoteris (27. Platz) Georgios Tsakonas (nicht gestartet) Louis Tsatoumas (6. Platz) |                                                                 |
| Dreisprung        | Nikolaos Fraggos (26. Platz) Dimitris Tsiamis (13. Platz)                                                                                 | Athanasia Perra (10. Platz)                                     |
| Kugelstoßen       | Michail Stamatogiannis (20. Platz) |                                                                 |
| Hammerwurf        | | Alexandra Papageorgiou (14. Platz)                              |
| Speerwurf         | Spiridon Lebesis (nicht gestartet) Ioannis Smalios (22. Platz)                                                                            | Savva Lika (nicht gestartet)                                    |
| Siebenkampf       | | Sofia Yfandidou (15. Platz) Argyro Strataki (aufgegeben)        |
| 4 × 400 m Staffel | (10. Platz) Dimitrios Gravalos Periklis Iakovakis Sotirios Iakovakis Petros Kyriakidis Georgios Oikonomidis Panteleimon Melachrinoudis    |                                                                 |